# Rio Mavuba
Rio Antonio Zoba Mavuba (ur. 8 marca 1984) – piłkarz francuski, pochodzenia angolskiego grający na pozycji defensywnego pomocnika.

## Kariera klubowa
Ojciec Rio Mavuby, Ricky Mavuba pochodzi z Demokratycznej Republiki Konga. W 1974 grał w barwach reprezentacji Zairu na Mistrzostwach Świata w Niemczech. Nosił przydomek boiskowy "Ndoki Ya Ndombe" ("Czarny Czarodziej"). Matka Mavuby natomiast pochodzi z Angoli. Rio urodził się na statku na wodach międzynarodowych, gdy jego rodzice płynęli z Angoli do Francji.
Rodzice Mavuby gdy dopłynęli do Francji osiedli się w portowym mieście Bordeaux. Tam też zaczynał swoją piłkarską karierę w klubie Girondins Bordeaux. W klubie grał w kolejnych szczeblach juniorskich aż w 2003 roku trafił do pierwszego zespołu. W pierwszym sezonie 2003/2004 Mavuba ogrywał się w zespole Bordeaux i większą część sezonu spędzał na ławce rezerwowych. W lidze rozegrał 20 spotkań i zdobył 1 bramkę – 10 stycznia 2004 w wygranym 2:1 wyjazdowym meczu z Montpellier HSC. Z Bordeaux grał także w Pucharze UEFA. Drużyna Girondins doszła aż do ćwierćfinału, gdzie odpadła z Valencią, przegrywając dwa razy po 1:2. Mavubę zapamiętali także polscy kibice, gdy w 3. rundzie pucharu Bordeaux pokonało Groclin Dyskobolię Grodzisk Wielkopolski, a Mavuba wystąpił wówczas w obu tych spotkaniach. W lidze Bordeaux zajęło jednak dopiero 12. miejsce w lidze. W sezonie 2004/2005 Mavuba był już jednak podstawowym zawodnikiem "Żyrondystów" i rozegrał wówczas wszystkie 38 meczów ligowych, ale jego klub zajął jeszcze gorsze niż w poprzednim sezonie miejsce, bo dopiero 15. Przed sezonem 2005/2006 zmienił się szkoleniowiec w zespole Bordeaux. Michela Pavona zastąpił Brazylijczyk Ricardo Gomes i właśnie wraz z tym trenerem przyszły również sukcesy. Bordeaux wywalczyło wówczas wicemistrzostwo Francji. W Girondins występował do końca sezonu 2006/2007 - 6. miejsce w lidze oraz gra w fazie grupowej Lidze Mistrzów.
Latem 2007 Mavuba odszedł z drużyny i za 7 milionów euro przeszedł do piątej drużyny Primera División, Villarreal CF. Zadebiutował w nim 28 października 2007 roku w przegranym 1:4 wyjazdowym meczu z Realem Saragossa. W Villarrealu rozegrał tylko 5 spotkań.
W styczniu 2008 wypożyczono go do Lille OSC. Swój debiut w Lille zaliczył 23 stycznia 2008 w zwycięskim 3:1 domowym meczu z Le Mans FC. Latem 2008 ten klub za 7 milionów euro wykupił go z Villarrealu. W sezonie 2010/2011 wywalczył z Lille mistrzostwo Francji oraz zdobył Puchar Francji. Latem 2011 sięgnął po Superpuchar Francji. W Lille występował do lata 2017 roku.
Latem 2017 Mavuba przeszedł do Sparty Praga. Zadebiutował w niej 30 lipca 2017 w zremisowanym 1:1 domowym spotkaniu z Bohemiansem.
| Sezon   | Klub               | Kraj      | Rozgrywki | Mecze | Bramki | Rozgrywki Europy                    | Mecze | Bramki |
| ------- | ------------------ | --------- | --------- | ----- | ------ | ----------------------------------- | ----- | ------ |
| 2003/04 | Girondins Bordeaux | Francja   | Ligue 1   | 20    | 1      | Liga Europy UEFA                    | 5     | 0      |
| 2004/05 | Girondins Bordeaux | Francja   | Ligue 1   | 38    | 0      | -                                   | -     | -      |
| 2005/06 | Girondins Bordeaux | Francja   | Ligue 1   | 37    | 0      | -                                   | -     | -      |
| 2006/07 | Girondins Bordeaux | Francja   | Ligue 1   | 32    | 0      | Liga Mistrzów UEFA                  | 5     | 0      |
| 2007/08 | Villarreal CF      | Hiszpania | Liga BBVA | 5     | 0      | Liga Europy UEFA                    | 5     | 1      |
| 2007/08 | Lille OSC (wyp.)   | Francja   | Ligue 1   | 17    | 1      | -                                   | -     | -      |
| 2008/09 | Lille OSC          | Francja   | Ligue 1   | 36    | 0      | -                                   | -     | -      |
| 2009/10 | Lille OSC          | Francja   | Ligue 1   | 35    | 0      | Liga Europy UEFA                    | 13    | 0      |
| 2010/11 | Lille OSC          | Francja   | Ligue 1   | 38    | 1      | Liga Europy UEFA                    | 8     | 0      |
| 2011/12 | Lille OSC          | Francja   | Ligue 1   | 38    | 1      | Liga Mistrzów UEFA                  | 6     | 0      |
| 2012/13 | Lille OSC          | Francja   | Ligue 1   | 19    | 0      | Liga Mistrzów UEFA                  | 5     | 0      |
| 2013/14 | Lille OSC          | Francja   | Ligue 1   | 33    | 1      | -                                   | -     | -      |
| 2014/15 | Lille OSC          | Francja   | Ligue 1   | 30    | 1      | Liga Mistrzów UEFA Liga Europy UEFA | 2 5   | 0 0    |
| 2015/16 | Lille OSC          | Francja   | Ligue 1   | 35    | 0      | -                                   | -     | -      |
| 2016/17 | Lille OSC          | Francja   | Ligue 1   | 18    | 0      | Liga Europy UEFA                    | 1     | 0      |

Stan na: koniec sezonu 2016/2017

## Kariera reprezentacyjna
Mavuba mógł wybierać w reprezentacji jakiego kraju chce grać. Początkowo wydawało się, że wybór padnie na Angolę jednak z czasem Mavuba dostał powołanie od selekcjonera Raymonda Domenecha i 18 sierpnia 2004 roku zadebiutował w reprezentacji Francji w zremisowanym 1:1 meczu z Bośnią i Hercegowiną. Był w kadrze Francji na Mistrzostwa Świata w Brazylii.